# Beach handball ai Giochi mondiali 2022 - Torneo maschile
La gara del torneo maschile di beach handball ai Giochi mondiali 2022 si è svolta dall'11 al 15 luglio 2025 a Birmingham.

## Risultati

### Fase preliminare

#### Gruppo A
| Pos | Team          | G | W | L | SW | SL | Pts |
| --- | ------------- | - | - | - | -- | -- | --- |
| 1   | Croazia       | 2 | 2 | 0 | 4  | 0  | 4   |
| 2   | Qatar         | 2 | 1 | 1 | 2  | -2 | 2   |
| 3   | Nuova Zelanda | 2 | 0 | 2 | 0  | -4 | 0   |

| Team 1         | Punteggio      | Team 2         |
| 11 luglio 2022 | 11 luglio 2022 | 11 luglio 2022 |
| 12:00          | 12:00          | 12:00          |
| -------------- | -------------- | -------------- |
| Nuova Zelanda  | 0–2            | Croazia        |
| 17:30          |                |                |
| Qatar          | 2–0            | Nuova Zelanda  |
| 12 luglio 2022 |                |                |
| 10:00          |                |                |
| Croazia        | 2–0            | Qatar          |

#### Gruppo B
| Pos | Team        | G | W | L | SW | SL | Pts |
| --- | ----------- | - | - | - | -- | -- | --- |
| 1   | Brasile     | 3 | 3 | 0 | 6  | 0  | 6   |
| 2   | Stati Uniti | 3 | 2 | 1 | 4  | -2 | 4   |
| 3   | Argentina   | 3 | 1 | 2 | 2  | -4 | 2   |
| 4   | Porto Rico  | 3 | 0 | 3 | 0  | -6 | 0   |

| Team 1         | Punteggio      | Team 2         |
| 11 luglio 2022 | 11 luglio 2022 | 11 luglio 2022 |
| 11:10          | 11:10          | 11:10          |
| -------------- | -------------- | -------------- |
| Stati Uniti    | 2–0            | Porto Rico     |
| Brasile        | 2–0            | Argentina      |
| 16:40          |                |                |
| Argentina      | 0–2            | Stati Uniti    |
| Porto Rico     | 0–2            | Brasile        |
| 12 luglio 2022 |                |                |
| 10:50          |                |                |
| Brasile        | 2–0            | Stati Uniti    |
| 11:40          |                |                |
| Argentina      | 2–0            | Porto Rico     |

### Fase a gironi

#### Gruppo I
| Pos | Team       | G | W | L | SW | SL | Pts |
| --- | ---------- | - | - | - | -- | -- | --- |
| 1   | Croazia    | 3 | 2 | 1 | 5  | 2  | 4   |
| 2   | Qatar      | 3 | 2 | 1 | 4  | 3  | 4   |
| 3   | Argentina  | 3 | 2 | 1 | 4  | 1  | 4   |
| 4   | Porto Rico | 3 | 0 | 3 | 0  | -6 | 0   |

| Team 1         | Punteggio      | Team 2         |
| 13 luglio 2022 | 13 luglio 2022 | 13 luglio 2022 |
| 11:10          | 11:10          | 11:10          |
| -------------- | -------------- | -------------- |
| Croazia        | 2–0            | Porto Rico     |
| 12:00          |                |                |
| Qatar          | 2–0            | Argentina      |
| 18:00          |                |                |
| Argentina      | 2–1            | Croazia        |
| Porto Rico     | 0–2            | Qatar          |

#### Gruppo II
| Pos | Team          | G | W | L | SW | SL | Pts |
| --- | ------------- | - | - | - | -- | -- | --- |
| 1   | Brasile       | 2 | 2 | 0 | 4  | 0  | 4   |
| 2   | Stati Uniti   | 2 | 1 | 1 | 2  | 2  | 2   |
| 3   | Nuova Zelanda | 2 | 0 | 2 | 0  | -4 | 0   |

| Team 1         | Score          | Team 2         |
| 13 luglio 2022 | 13 luglio 2022 | 13 luglio 2022 |
| 11:10          | 11:10          | 11:10          |
| -------------- | -------------- | -------------- |
| Stati Uniti    | 2–0            | Nuova Zelanda  |
| 17:10          |                |                |
| Brasile        | 2–0            | Nuova Zelanda  |

### Fase finale
|  | Semifinale  | Semifinale |              |   | Finale | Finale |
|  |             |            |              |   |        |        |
|  | 14 luglio   |            |              |   |        |        |
|  |             |            |              |   |        |        |
|  | Croazia     | 2          |              |   |        |        |
|  | Croazia     | 2          | 15 luglio    |   |        |        |
|  | Stati Uniti | 1          |              |   |        |        |
|  | Stati Uniti | 1          | Croazia      | 2 |        |        |
|  | 14 luglio   |            | Croazia      | 2 |        |        |
|  |             | Qatar      | 1            |   |        |        |
|  | Brasile     | Qatar      | 1            | 1 |        |        |
|  | Brasile     |            |              | 1 |        |        |
|  | Qatar       | 2          |              |   |        |        |
|  | Qatar       | 2          | Bronze medal |   |        |        |
|  |             |            |              |   |        |        |
|  | 15 luglio   |            |              |   |        |        |
|  |             |            |              |   |        |        |
|  | Stati Uniti | 0          |              |   |        |        |
|  | Stati Uniti | 0          |              |   |        |        |
|  | Brasile     | 2          |              |   |        |        |